# Smithsonian American Art Museum
Pour les articles homonymes, voir Smithsonian (homonymie).
Le Smithsonian American Art Museum, aussi connu sous l'acronyme SAAM, est un musée d'art situé à Washington, aux États-Unis.
Il est l'un des musées de la Smithsonian et comprend la Renwick Gallery. Le SAAM possède l'une des collections d'art les plus vastes et les plus complètes au monde, de la période coloniale à l'époque contemporaine. Le musée compte plus de 7 000 artistes représentés dans sa collection. La plupart des expositions ont lieu dans le bâtiment principal du musée, l'ancien bâtiment de l'Office des brevets (Old Patent Office Building (en), partagé avec la National Portrait Gallery), tandis que les expositions portant sur l'artisanat sont présentées dans la Renwick Gallery.
Le musée développe un programme d'éducation national qui fournit des ressources électroniques aux écoles et au public. Il gère sept bases de données de recherche en ligne contenant plus de 500 000 enregistrements, y compris les inventaires de peintures et de sculptures américaines avec plus de 400 000 œuvres d'art appartenant à des collections publiques et privées à travers le monde. Depuis 1951, le musée propose un programme d’exposition itinérante. En 2013, plus de 2,5 millions de visiteurs ont assisté aux expositions.

## Collections
- Albert Bierstadt
  - Dans la Sierra Nevada, en Californie, 1868.
  - Indians in Council, California, vers 1872.
- Romaine Brooks
  - La France croisée, 1914.
- Frederic Edwin Church
  - Aurora Borealis, 1865.
- Thomas Cole
  - Le Reflux des eaux du Déluge, 1829.
- Edward Hopper
  - Cape Cod Morning, 1950.
  - Gens au soleil, 1960.
- John Quidor
  - Le Cavalier sans tête poursuivant Ichabod Crane, 1858.